# Alfred von Tirpitz
Alfred von Tirpitz (Küstrin, 1849. március 19. – Ebenhausen, ma Schäftlarn része 1930. március 6.) német nagyadmirális (Großadmiral), 1897 és 1916 között a Birodalmi Haditengerészeti Hivatal államtitkárként (Staatssekretär des Reichsmarineamts) a Német Császári Haditengerészet első számú vezetője, a korlátlan tengeralattjáró háború egyik fő kidolgozója. Neve összeforr a német flottafejlesztési programmal. 1849-ben született értelmiségi családban, Frankfurtban járt polgári iskolába, majd 1865-ben belépett a haditengerészet Kieli kadétiskolájába. Gyorsan emelkedve a ranglétrán fiatalon már a hadiflotta tisztikarában találta magát. 1911-től nagyadmirális és az első világháború kitörésével kinevezik a Német Császári Haditengerészet névleges parancsnokává. Tiszteletére nevezték el a Tirpitz csatahajót.

## Élete

### Származása
Alfred von Tirpitz 1849. március 19-én a brandenburgi Küstrinben (ma Lengyelország) született. Értelmiségi szülei voltak, apja bíró és anyja fizikus volt. Tirpitz rendkívül szorgalmas ember lévén hamar megtanulta, és kitűnően beszélte az angol nyelvet. Gyermekkorát Frankfurtban töltötte. Csatlakozása a német haditengerészethez nem volt eltervezett. Egyszer szülei felvetették neki az ötletet, és a fiú beleegyezett. Még nem tudta, hogy néhány év múlva a Német Birodalom egyik legfontosabb embere lesz.

### Tengerésztiszti karrierje

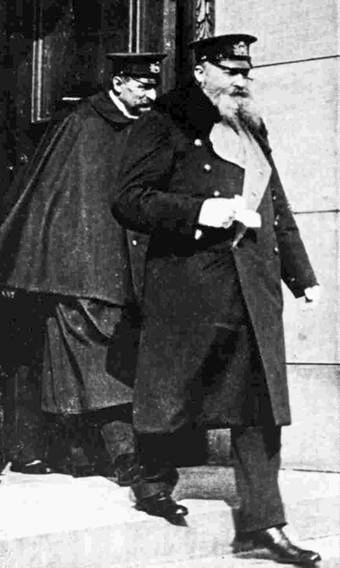
Tirpitz a háború alatt, 1915-ben

Kadét korát a kieli haditengerészeti akadémián töltötte. 1865-ben lépett be a hadseregbe, a Német Birodalom pedig egy évvel később már háborúban állt a Habsburg Birodalommal. Nagy hasznát vette a nyelvtudásának, mert Poroszország és Anglia ekkoriban igen jó viszonyban volt egymással, és Tirpitz (sok tiszttársával együtt) igen sok időt töltött angol kikötőkben. Ez idő alatt remek barátságok fűződtek a német és angol tengerésztisztek között. 1872 májusának végén hadnaggyá léptették elő. 
Gyorsan ívelt felfelé a ranglétrán. 22 évesen már bekerült a Birodalmi haditengerészet vezetői karába, a torpedók hadászati fontosságáról írt munkája miatt. Tirpitz 1877-ben a német torpedóflotta főellenőre lett. 1877 és 1888 között előbb a Földközi-tengeren, majd az Északi-tengeren töltötte be feladatát. Az akkor még trónörökös, Vilmos herceggel együtt ment angliai utazására és hamar barátságot kötöttek, főleg közös vágyuk a német flotta fejlesztése miatt. Miután II. Vilmos trónra lépett, minden megváltozott a haditengerészet működésében. Von Tirpitz a Vilmossal kiépített jó barátsága révén remekül fejleszthette a német flottát. A császár ebben szinte szabad kezet adott neki, mivel ő is tudta, hogy Tirpitz a megfelelő ember erre a feladatra. 1900. június 12-én megkapta a von jelzőt a nevéhez, ezzel belépett a német nemesek sorába.
Tirpitz-et 1911-ben admirálissá léptették elő, ezzel végre elkezdhette a német flotta nagymértékű fejlesztését. Az angol flottához hasonló rendet, tisztaságot és fegyelmet honosított meg hazájában. Áldozatos tevékenységének köszönhetően a német birodalom hadiflottája eddig sohasem látott mértékű és ütemű fejlődésen ment át, így néhány év alatt a világ második legerősebb hadiflottája lett (a Brit Királyi Haditengerészet után). Időközben egyre romlottak a német és angol kapcsolatok, valószínűleg a hatalmas fegyverkezési verseny miatt, amelyben a Német Birodalom és az Egyesült Királyság élen állt.
Tirpitz, (aki egyébként 1914-ben sem támogatta a háború megindítását, mert úgy vélte, hogy a német haditengerészet még nincs készen) rájött, hogy flottája (amely egyébként a központi hatalmak legerősebbje volt) az ellenséges brit flotta erejének felét sem teszi ki. Rájött, hogy Németország elvesztette a flottaversenyt. Hamar rájött arra is hogy a harc nem a tengereken, hanem a szárazföldön fog eldőlni. Azt is a német flotta gyengeségének könyvelhette el, hogy a legtöbb német gyarmatot még a háború első évében elvesztették (Pl: Togo elvesztése). A német hajók tétlenül vesztegeltek az antant blokád alatt a kikötőikben. Tirpitz mindezek miatt a háború első néhány hete után idegösszeomlást kapott. Bár hamar felépült és megtarthatta a haditengerészet főparancsnoki tisztét, befolyása és önbizalma már korántsem volt a régi. Ezt jelezte, hogy a császár három delegáltat küldött mellé, akik a fő döntéseket gyakran az admirális későbbi beleegyezésével hozták meg.
Tirpitz azonban nem veszítette el remek hadászati érzékét. Látta, hogy a német partok blokádja ellen a nagy csatahajók eredménytelenek, ezért innentől kezdve a tengeralattjáró háború fontosságáról beszélt. Főként az ő kezdeményezésére épült 1916-ig több mint 300 tengeralattjáró német dokkokban, illetve legfőképp az ő érvelésének hatására 1915 februárjában Németország korlátlan tengeralattjáró háborút hirdetett, amelynek Tirpitz lett a legfőbb vezetője. Ezt azonban később mégis korlátoztak, ami miatt felajánlotta lemondását. A program csak tovább gyarapította ellenségei táborát, mert sokan úgy vélték, hogy mivel a német búvárhajók gyakorta semleges, köztük amerikai hajókat is megtámadtak (pl.: Lusitania amerikai utasszállító), ez kiválthatja az Amerikai Egyesült Államok hadba lépését az antant oldalán. Tirpitz az érvelést azzal hárította el, hogy mikorra az Egyesült Államok belépne a háborúba, addigra Angliát a tengeralattjáróival már térdre fogja kényszeríteni. Ezen a tervét azonban ő már nem tudta kivitelezni.  1916-ban Tirpitz viszonya megromlott Vilmos császárral, - pontosabban a császár elveszítette a Tirpitzbe vetett bizalmát - ezért a tengernagy végül lemondott és visszavonult. A világháború során a korlátlan tengeralattjáró háború egyik legfőbb szorgalmazója és irányítója volt. A háború vége felé már látta, hogy országának már nincsen esélye a győzelemre.

### A politikában

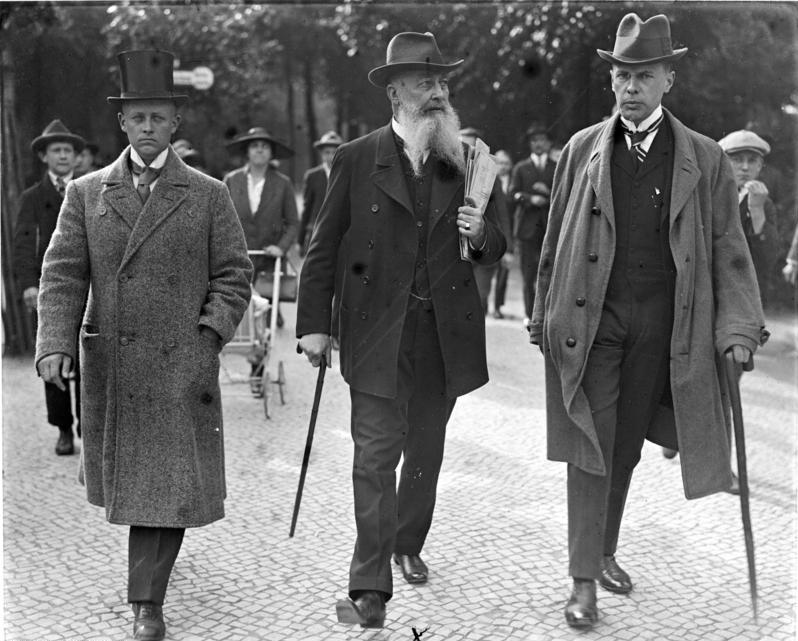
Alfred von Tirpitz valamennyivel a halála előtt

Tirpitz, miután szakított a haditengerészettel politikusi pályán kezdett működni. 1917 szeptemberében a jobboldali német párt az ún. Hazapárt tagja lett. Habár ennek a politikai tömörülésnek a vezéregyénisége nem ő, hanem Wolfgang Kapp volt, viszont Tirpitz is aktív elnöknek bizonyult, aki erőteljesen politizált. A császárban és a császárságban csalódott Tirpitz titkon arra törekedett, hogy Németországban diktatúra jöjjön létre, melyet az ipari körök irányítanának. Ezt az elképzelését még jobban megerősítette a császár 1918 novemberében való menekülése. 1918 után ezért lett monarchista, de ezt is csak azért tette, mert ebben látta a nemzet összefogását. Mindez kitűnik az 1919 októberében megjelent emlékirataiból, mely óriási politikai vihart kavart Németországban. Méghozzá azért meglehetősen nyíltan bírálta az excsászárt, II. Vilmost. Mindezek miatt maga a császár is kérdőre vonta őt egy levélben, arra hivatkozva, hogy ez nem méltó hosszú együttműködésük és barátságuk után (habár pont ellenkezőleg a császár fokozta le a tengernagyot, és ő vonta meg a bizalmát Tirpitztől, nem pedig fordítva). Tirpitz nyilvános válaszlevelében tagadta II. Vilmos vádjait, és azt is megírta neki, hogy ő mindig is hű volt hozzá és a birodalomhoz.
Von Tirpitz éleslátásának és intelligenciájának köszönhetően nem vett részt Lüttwitz-Kapp puccsban, habár annak céljával egyetértett, túlságosan gyengén kidolgozottnak és megfontolatlannak találta. Tirpitz maga is egy puccsot tervezett, amelyben azonban félig legális, félig illegális eszközökkel ragadta volna magához a német jobboldal Németország irányítását (a császár később joggal, ezen lépését is élesen bírálta). Úgy gondolta, hogy erre a legjobb helyszín a hagyományosan a német konzervativizmus bástyájának számító Bajorország. Itt ismerkedett meg és barátkozott össze az első világháború egyik káplárjával, és a későbbi Adolf Hitlerel. Ezeket elvetve azonban Hitlert és pártját fel kívánta használni céljához. Összeesküvésének terve azonban csakhamar zsákutcába került, és Tirpitz belátta, hogy csak a békés politizálás mellett tarthatja meg rangját.
1924-ben a német választásokon Német-Nemzeti Néppárt győzött, és ennek színeiben be is került a Reichstagba, sőt felcsillant még annak a lehetősége is, hogy ő lesz Németország következő kancellárja, de végül ez az esetleges koalíciós partnerek ellenállásán megbukott.
Még 1925-ben aktívan támogatta Hindenburg tábornagy köztársasági elnöki jelölését, de 1928-ban már végleg visszavonult a politikai élettől. Nagyra törő politikai céljait, a jobboldal egyesítését, és az ipari diktatúra bevezetését nem sikerült elérnie.
1930. március 6-án hunyt el München közelében 80 éves korában. Díszes állami temetés keretében kísérték utolsó útjára.